# Teesdorf
Teesdorf ist eine Marktgemeinde mit 1899 Einwohnern (Stand 1. Jänner 2025) im Bezirk Baden in Niederösterreich.

## Geografie
Teesdorf liegt im Industrieviertel in Niederösterreich, in der Ebene des Steinfeldes. Durch die Gemeinde fließt die Triesting. Die Fläche umfasst sieben Quadratkilometer, davon sind sechzig Prozent landwirtschaftliche Nutzfläche, zehn Prozent Weingärten und acht Prozent Gärten. Nur zwei Prozent der Fläche sind bewaldet.
Die Gemeinde besteht aus der einzigen Katastralgemeinde Katastralgemeinde Teesdorf.

### Nachbargemeinden

Teesdorf (rechts unten) und Umgebung um 1873 (Aufnahmeblatt der Landesaufnahme)

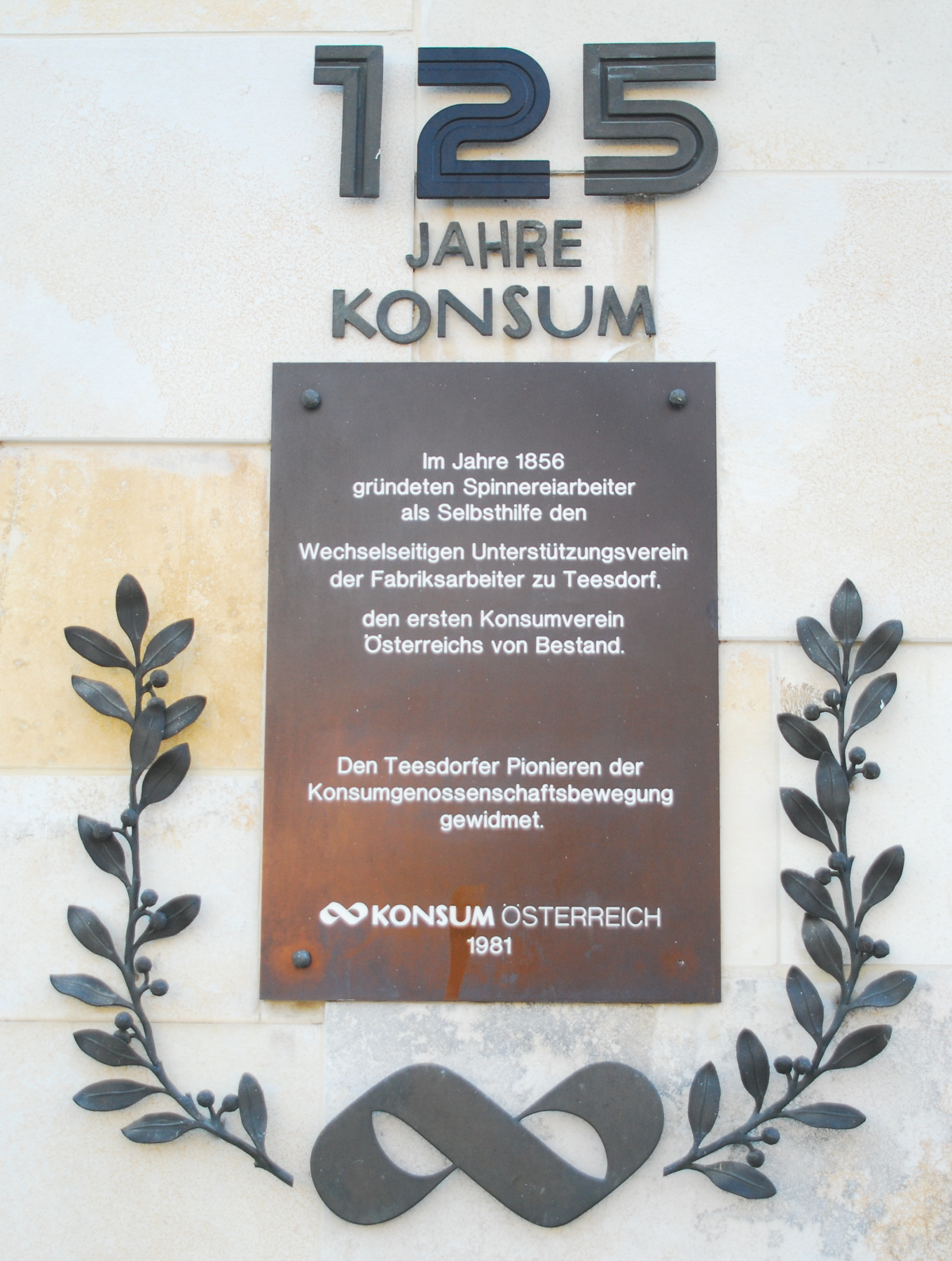
Gedenktafel 125 Jahre Konsum

| Kottingbrunn | Baden                                       |                  |
|              | Kompassrose, die auf Nachbargemeinden zeigt | Tattendorf       |
| Günselsdorf  |                                             | Blumau-Neurißhof |

## Geschichte
Die Ansiedlung Teesdorf entstand voraussichtlich in keltischer Zeit. In der keltischen Sprache bedeutet Tees einen „Platz, wo Hirten mit Rinderzucht beschäftigt sind“. Erstmals urkundlich erwähnt wurde der Ort in einem Gerichtsbrief des Jahres 1365. Darin ist vermerkt, dass der Kellermeister des Stiftes Heiligenkreuz eine verspätete Zahlung des Heim von Teesdorf erhält. In dieser Zeit gab es bereits Weingärten in Teesdorf. Im Jahr 1385 wird eine Veste genannt, deren Besitzer mehrfach wechselte. Von 1640 bis 1811 war das Stift Melk Eigentümer des Gutes. Die Nachbesitzer waren die Brüder Johann Baptist und Carl Puthon. Sie erweiterten die 1802 gegründete Spinnfabrik und benutzten das Gebäude als Direktionsgebäude. Die Fabrik hatte fünf Stockwerke mit einem vertikalen Produktionsfluss und war die erste mechanische Baumwollspinnerei der Monarchie. Der Antrieb erfolgte durch die Wasserkraft der Triesting und zwei Dampfmaschinen. Ab 1842 erzeugten zwei Turbinen elektrischen Strom für die Antriebe.
Die Brüder Puthon bauten Wohnhäuser für die Arbeiter und 1813 die erste Schule in Teesdorf. Darin wurden die Kinder, die ab zwölf Jahren in der Fabrik arbeiteten, unterrichtet. Der 1856 gegründete Wechselseitigen Unterstützungsvereins der Fabrikarbeiter zu Teesdorf hatte das Ziel, günstig Nahrungsmittel für die Mitglieder zu beschaffen. Er war damit der erste Konsumverein in Österreich. Voraussetzungen für die Mitgliedschaft waren eine Bestätigung des ehelichen Standes und ein sittlicher Lebenswandel. Jeden Sonntag fuhr ein Geschäftsbesorger mit einem Handwagen, später mit einem Pferdefuhrwerk, nach Wiener Neustadt und holte die bestellten Waren. Im Jahr 1873 wurde ein eigenes Geschäft eröffnet. Dieses öffnete dem 14-stündigen Arbeitstag angepasst von 19:30 bis 22:00 Uhr.
Die Aspangbahn, die in den Jahren 1881/82 gebaut wurde, verläuft durch das Gemeindegebiet. Eine eigene Haltestelle erhielt Teesdorf erst 1887.
Im Jahr 1906 streikten die Arbeiter der Spinnfabrik für bessere Arbeitsbedingungen. Sie wurden daraufhin vom Militär aus den Fabrikwohnungen vertrieben und campierten sechs Wochen lang mit ihren Familien im noch heute so genannten „Zigeunergraben“.
Nach dem Zweiten Weltkrieg wurde die Infrastruktur ausgebaut. Im Jahr 1960 eröffnete die dem hl. Petrus geweihte Filialkirche, 1965 erhielt Teesdorf das Marktrecht. Die 1972 zusammengelegten Gemeinden Teesdorf, Tattendorf, Günselsdorf und Blumau-Neurißhof wurden 1988 wieder verselbständigt.

### Einwohnerentwicklung
| Teesdorf: Einwohnerzahlen von 1869 bis 2025         | Teesdorf: Einwohnerzahlen von 1869 bis 2025 | Teesdorf: Einwohnerzahlen von 1869 bis 2025 | Teesdorf: Einwohnerzahlen von 1869 bis 2025 | Teesdorf: Einwohnerzahlen von 1869 bis 2025 |
| --------------------------------------------------- | ------------------------------------------- | ------------------------------------------- | ------------------------------------------- | ------------------------------------------- |
| Jahr                                                |                                             |                                             |                                             | Einwohner                                   |
| 1869                                                | 1869                                        |                                             | 983                                         | 983                                         |
| 1880                                                | 1880                                        |                                             | 1.006                                       | 1.006                                       |
| 1890                                                | 1890                                        |                                             | 1.087                                       | 1.087                                       |
| 1900                                                | 1900                                        |                                             | 1.208                                       | 1.208                                       |
| 1910                                                | 1910                                        |                                             | 1.224                                       | 1.224                                       |
| 1923                                                | 1923                                        |                                             | 1.252                                       | 1.252                                       |
| 1934                                                | 1934                                        |                                             | 1.237                                       | 1.237                                       |
| 1939                                                | 1939                                        |                                             | 1.192                                       | 1.192                                       |
| 1951                                                | 1951                                        |                                             | 1.081                                       | 1.081                                       |
| 1961                                                | 1961                                        |                                             | 1.164                                       | 1.164                                       |
| 1971                                                | 1971                                        |                                             | 1.396                                       | 1.396                                       |
| 1981                                                | 1981                                        |                                             | 1.332                                       | 1.332                                       |
| 1991                                                | 1991                                        |                                             | 1.314                                       | 1.314                                       |
| 2001                                                | 2001                                        |                                             | 1.341                                       | 1.341                                       |
| 2011                                                | 2011                                        |                                             | 1.738                                       | 1.738                                       |
| 2021                                                | 2021                                        |                                             | 1.777                                       | 1.777                                       |
| 2025                                                | 2025                                        |                                             | 1.899                                       | 1.899                                       |
| Quelle(n): Statistik Austria, Gebietsstand 1.1.2021 |                                             |                                             |                                             |                                             |

## Kultur und Sehenswürdigkeiten

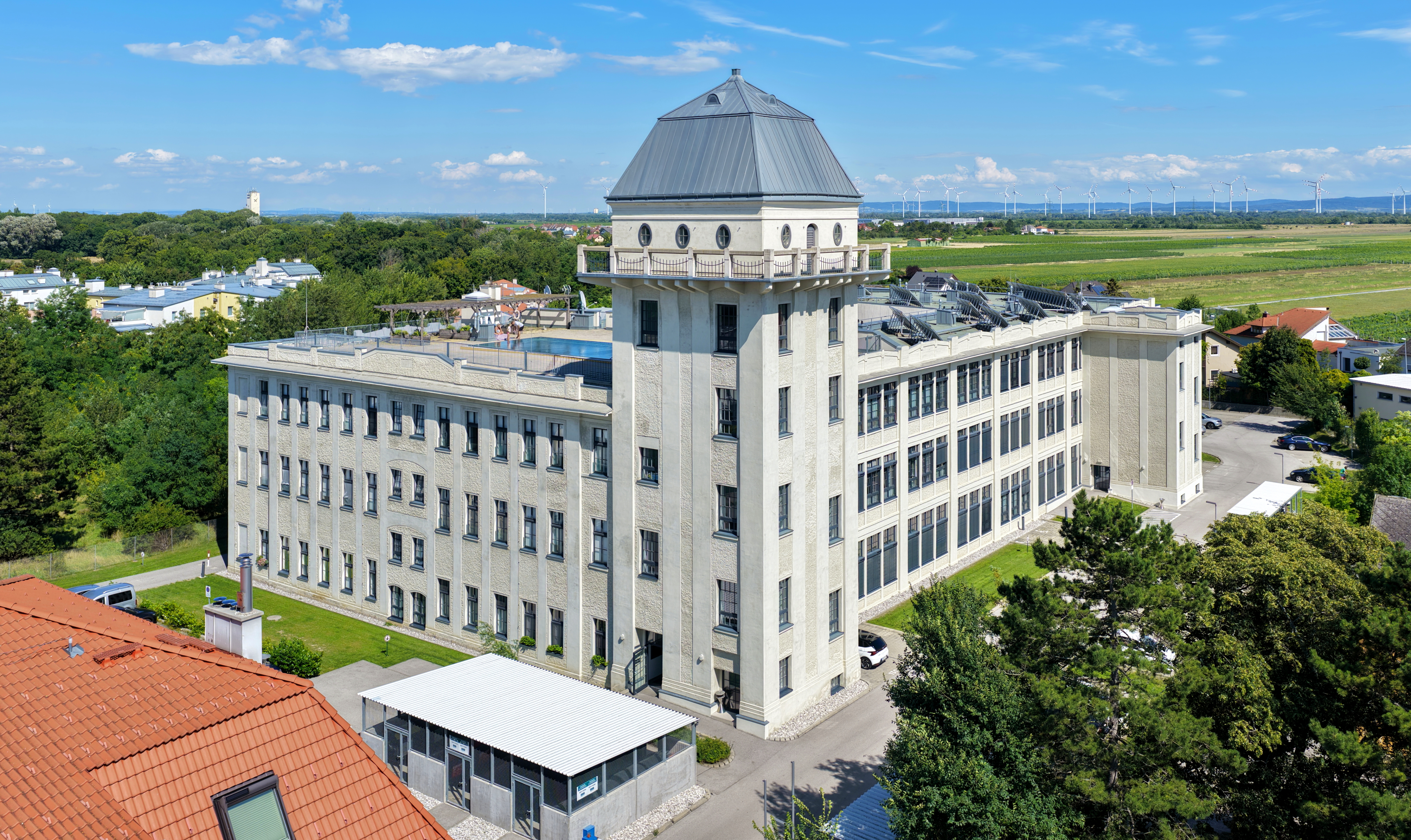
Ehemalige Baumwollspinnerei Teesdorf

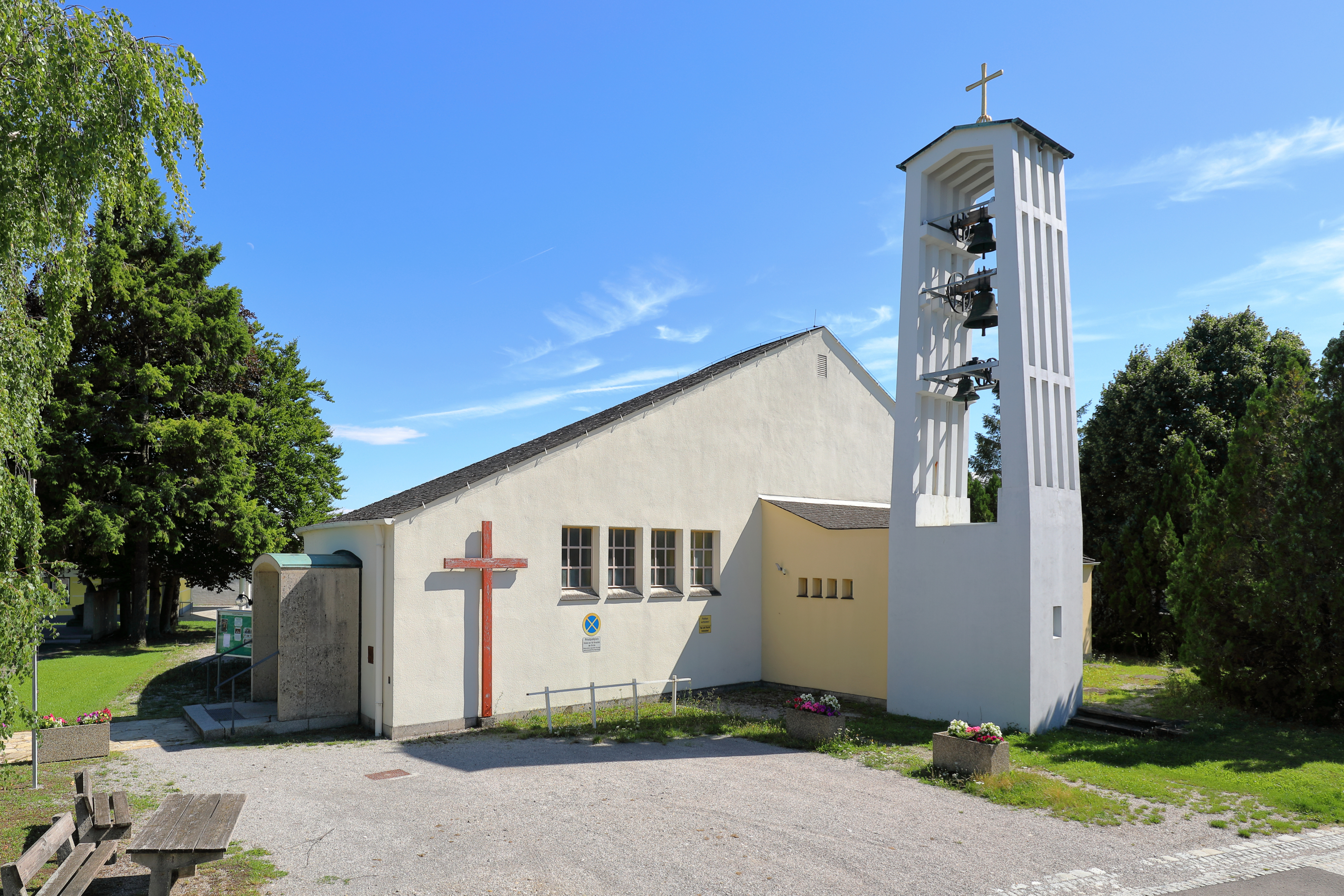
Katholische Kirche

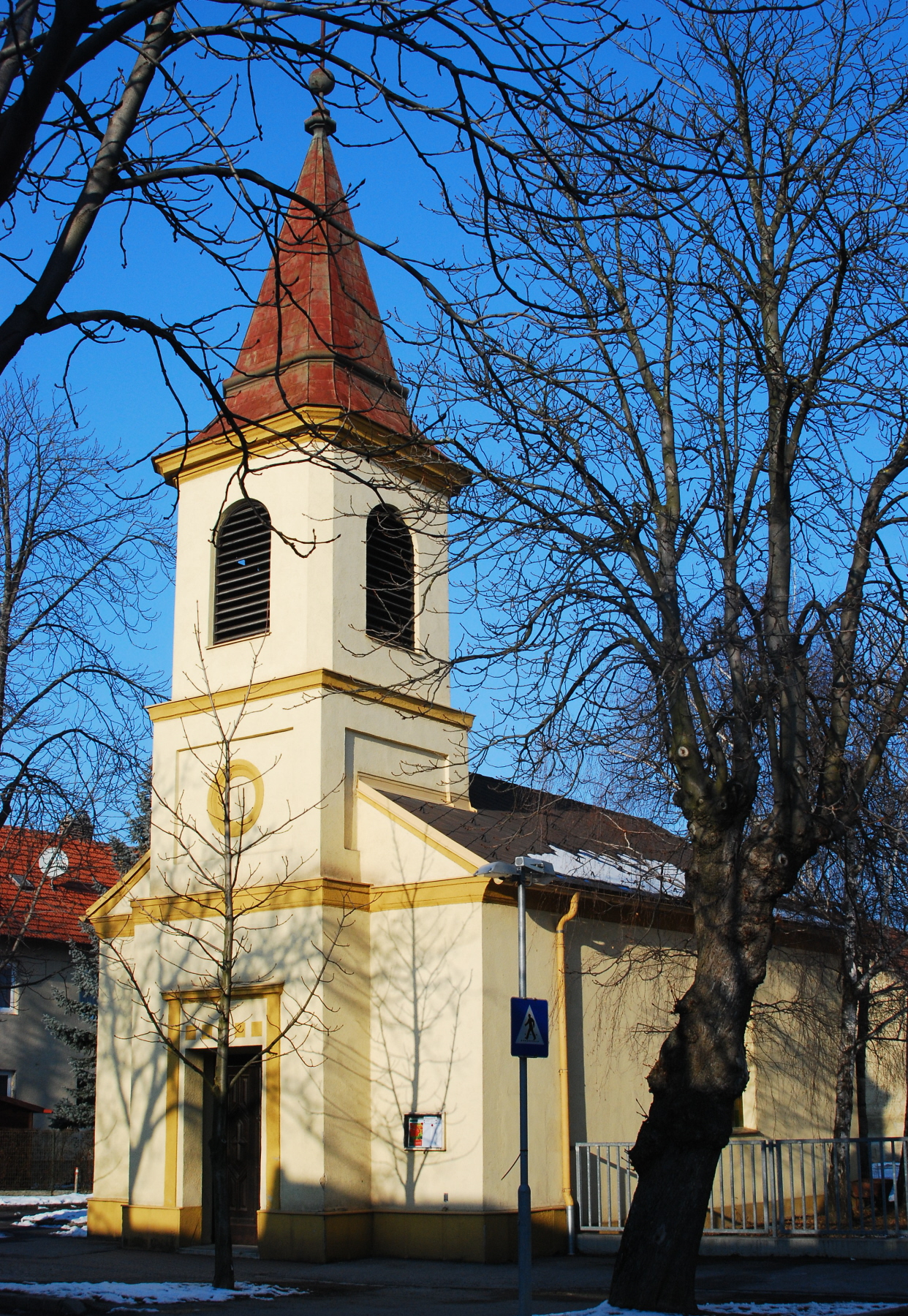
Evangelische Kirche

### Bauwerke
Gebäude der ehemaligen Baumwollspinnerei
Wahrzeichen des Ortes ist das Gebäude der ehemaligen Baumwollspinnerei Teesdorf. Der 1908 bis 1912 nach Plänen von Bruno Bauer errichtete Stahlbetonskelettbau mit seinem markanten Wasserturm gilt als bedeutendes Beispiel der frühen architektonischen Moderne in Österreich. Die Spinnerei selbst wurde 1803 gegründet. Von 1906 bis 1926 war der später berühmte Romanautor Hermann Broch Assistenzdirektor bzw. Geschäftsführer der von seinem Vater erworbenen Firma. Der Betrieb der Spinnerei wurde 1993 eingestellt, seit damals stand das Gebäude leer und war dem Verfall preisgegeben. 2015 wurde die Umwandlung in Wohnungen abgeschlossen und das Objekt somit gerettet. Der Turm steht unter Denkmalschutz.
Röm.-kath. Kirche
Die röm.-kath. Kirche ist eine Filialkirche der Pfarre Günselsdorf, die wiederum ein Teil des Seelsorgeraumes „An den Auen“ ist. Die dem hl. Petrus geweihte Kirche wurde von Karl Krämer von 1959 bis 1960 errichtet. In dem freistehenden Glockenturm (Campanile) befinden sich vier Glocken, wobei drei 1947 von der Wiener Glockengießerei Pfundner gegossen wurden und eine 1857 von Ignaz Hilzer.

### Regelmäßige Veranstaltungen
Jedes Jahr findet am ersten Augustwochenende (Samstag – Montag) das Kirtagsfest im Volksheim Teesdorf statt. Dabei steht der Samstag ganz im Zeichen der Jugend und es findet ein Clubbing statt. Am Sonntag gibt es nach der Kirche ein gemütliches Frühschoppen. Der Montag wird wegen seines Hauptangebots auch Backhendlkirtag genannt.

## Wirtschaft und Infrastruktur
In Teesdorf befindet sich seit 1987 das älteste Fahrsicherheitszentrum Österreichs, das vom Automobilclub ÖAMTC betrieben wird.

### Wirtschaftssektoren
Von den zwanzig landwirtschaftlichen Betrieben des Jahres 2010 wurden vierzehn im Haupterwerb geführt. Diese bewirtschafteten zwei Drittel der Flächen. Sechs Betriebe des Produktionssektors stellten Waren her, sechs waren Baufirmen. Diese beschäftigten achtzig Prozent der Erwerbstätigen. Die wichtigsten Arbeitgeber des Dienstleistungssektors waren die Bereiche Handel und soziale und öffentliche Dienste.
| Wirtschaftssektor            | Anzahl Betriebe | Anzahl Betriebe | Erwerbstätige | Erwerbstätige |
| Wirtschaftssektor            | 2011            | 2001            | 2011          | 2001          |
| ---------------------------- | --------------- | --------------- | ------------- | ------------- |
| Land- und Forstwirtschaft 1) | 20              | 23              | 027           | 025           |
| Produktion                   | 12              | 05              | 118           | 026           |
| Dienstleistung               | 90              | 46              | 450           | 244           |

1) Betriebe mit Fläche in den Jahren 2010 und 1999

### Arbeitsmarkt, Pendeln
Von den rund 900 Erwerbstätigen, die im Jahr 2011 in Teesdorf lebten, arbeiteten 165 in der Gemeinde, vier Fünftel pendelten aus. Von den umliegenden Gemeinden kamen über 400 Menschen zur Arbeit nach Teesdorf.

### Öffentliche Einrichtungen
In der Gemeinde gibt es einen Kindergarten, eine Volksschule, eine Allgemeine Sonderschule und eine Neue Mittelschule.

## Politik

### Gemeinderat
Der Gemeinderat hat 19 Mitglieder.
- Nach den Gemeinderatswahlen in Niederösterreich 1990 hatte der Gemeinderat folgende Verteilung: 11 SPÖ und 8 ÖVP.
- Nach den Gemeinderatswahlen in Niederösterreich 1995 hatte der Gemeinderat folgende Verteilung: 10 SPÖ und 9 ÖVP.[13]
- Nach den Gemeinderatswahlen in Niederösterreich 2000 hatte der Gemeinderat folgende Verteilung: 13 SPÖ und 6 ÖVP.[14]
- Nach den Gemeinderatswahlen in Niederösterreich 2005 hatte der Gemeinderat folgende Verteilung: 15 SPÖ und 4 ÖVP.[15]
- Nach den Gemeinderatswahlen in Niederösterreich 2010 hatte der Gemeinderat folgende Verteilung: 16 SPÖ und 3 ÖVP.[16]
- Nach den Gemeinderatswahlen in Niederösterreich 2015 hatte der Gemeinderat folgende Verteilung: 15 SPÖ und 4 ÖVP.[17]
- Nach den Gemeinderatswahlen in Niederösterreich 2020 hatte der Gemeinderat folgende Verteilung: 15 SPÖ und 4 ÖVP.[18]
- Nach den Gemeinderatswahlen in Niederösterreich 2025 hat der Gemeinderat folgende Verteilung: 15 SPÖ und 4 ÖVP.[19]

### Bürgermeister
| 1945–1950 | Franz Drexler      |
| 1950–1955 | Julius Grübl       |
| 1955–1965 | Johann Schuster    |
| 1965–1971 | Alfred Schedewy    |
| 1972–1985 | Ludwig Wenger      |
| 1985–1997 | Bruno Seitz        |
| 1998–2003 | Franz Baumgartner  |
| 2003–2024 | Hans Trink (SPÖ)   |
| seit 2024 | Andreas Hoch (SPÖ) |

### Wappen
Der Marktgemeinde wurde 1988 folgendes Wappen verliehen: Ein gespaltener Schild, in seinem vorderen silbernen Feld in einem blauen Schildhaupt zwei goldene Lilien, im Schild selbst ein roter, rechtsgewendeter, aufspringender Hund, das rückwärtige rote Feld belegt mit drei silbernen auf goldenen Trägern ruhenden Spindeln, von denen jeweils ein silberner Faden zur Schildmitte läuft.

### Gemeindepartnerschaften
- Seit 2015 hat Teesdorf eine Partnerschaft mit der ungarischen Gemeinde Szomód, welche im Rahmen der 650-Jahr-Feier Teesdorfs unterzeichnet wurde.[21]

## Persönlichkeiten

### Mit der Gemeinde verbundene Persönlichkeiten
- Erika Adensamer (* 1957), Politikerin, unterrichtet an der Hauptschule
- Rolf Majcen (* 1966), Jurist, Autor und Extremsportler lebt in der Gemeinde